# La chica del trébol
La chica del trébol es una película española dirigida por Sergio Grieco y estrenada el 18 de noviembre de 1963.

## Argumento
Rocío es una muchacha humilde que trabaja como repartidora en una tienda de modas. Vive con su padre, un taxista, y su hermano, que trabaja en un taller, en el que uno de sus compañeros es pretendiente de Rocío, aunque ella no desea iniciar ninguna relación seria con ningún chico. Un día, su vida da un vuelco cuando, ante la marcha repentina de una modelo justo el día de un desfile, los dueños de la tienda se fijan en Rocío y deciden, tras realizarle un cambio radical de imagen, ascenderla a modelo. Ello hace que Rocío, junto con otras modelos, puedan visitar fiestas de alta sociedad. En una de esas fiestas, Rocío conoce a Rafael (Fabrizio Moroni), un joven rico. Inmediatamente, surge una atracción entre ambos, y Rocío se inventa una vida de jet set para intentar impresionarlo.

## Temas musicales
- Tilín tilín
- Trébole
- El camino de la felicidad
- Canto para ti
- Los piropos de mi barrio

## Reparto
| Intérprete              | Personaje                |
| ----------------------- | ------------------------ |
| Rocío Dúrcal            | Rocío                    |
| Fabrizio Moroni         | Rafael                   |
| Margherita Girelli      | Elena                    |
| Carlos Romero Marchent  | Juan                     |
| Rafael Alonso           | Ángel Cortés             |
| Ismael Merlo            | D. Andrés                |
| Amparo Baró             | Alicia                   |
| José María Tasso        | Emilio                   |
| Ángel Ter               | Campesino                |
| Belinda Corel           | Enriqueta                |
| Juan Cazalilla          | Morales                  |
| Joaquín Portillo 'Top'  |                          |
| José María Seoane       |                          |
| María Ángeles Nuevo     |                          |
| Cecilia Villarreal      |                          |
| José Antonio Arévalo    |                          |
| Alicia León             |                          |
| Antonio Duque           |                          |
| David Areu              |                          |
| José Truchado           |                          |
| Aníbal Vela hijo        |                          |
| Pilar Gómez Ferrer      | Encargada de los lavabos |
| Bárbara Ruth            |                          |
| Anita Del Arco          |                          |
| Francisco Nieto         |                          |
| José Luis López Vázquez | Portero                  |
| Marisa Merlini          | Rosalía                  |